# Malhostovice
Malhostovice (v horském nářečí Malustuvice) jsou obec v okrese Brno-venkov v Jihomoravském kraji poblíž Tišnova, na okraji Boskovické brázdy. Žije zde přibližně 1 000 obyvatel. Kromě samotných Malhostovic je od roku 1964 součástí obce také vesnice Nuzířov.

## Historie
Původ Malhostovic sahá do středověku, přičemž první písemné záznamy o Malhostovicích pocházejí z roku 1317. První majitel není znám, avšak se nejspíš se jednalo (jako v případě Lažan a Milonic) o méně významného šlechtice, jenž dostal tuto oblast jako výsluhu za prokázané služby od markraběte. Malhostovice i Nuzířov měly úzké vazby k hradu Loučky v Dolních Loučkách a jeho držitelům, pánům z Loučky a poté pánům z Kunštátu. Mezi teoretické majitele také patří opatovičtí benediktini. Základní jádro vesnice pak dovivinuli poslední dva přemyslovští vládci Moravy - Přemysl Otakar II. a Václav II. První historicky doloženým majitelem byl Gerhard z Kunštátu. Je tak dost možné, že Malhostovice získal (od markraběte nebo mnichů) jeho děd, Kuna z Kunštátu. Vesnice pak byla v minulosti vlastněna ostatními rody, jako například pány z Pernštejna, Lomnice a Černé Hory. Několik lánů zde vlastil i olomoucký arcibiskup. Místní obyvatelé se zabývali především zemědělstvím. Odraz činnosti místních je i ve znaku, přičemž snop s obilím reprezentuje úrodu místních polí (stejně jako ve znaku Drásova a Nuzířova) a kosa sečení travin pro dobytek, jelikož obilí se sklízelo zásadně srpem. Během třicetileté války byly Malhostovice, stejně jako ostatní vesnice v okolí, vypáleny Švédy. Dobové svědectví dokonce vyprávělo o pokladu s 51 mincemi, které v lese místní zakopali na výzvu císaře Ferdinanda II. Tuto pověst potvrdil Josef Částek, jež ho na zahradě domu č. 20 roku 1952 objevil. Z dob pobělohorské rekatolizace se dochovala povídka, v níž figurují rodiny statkářů Rašovštých a pekařů Koláčkových (bývalá pekárna dům č. 12), jež se rozhodli ponechat si svůj majetek za cenu konvertování na katolickou víru. Tato zmínka však není nikde historicky doložena. Po roce 1648 také došlo ke střídání majitelů. Nejprve se ves dostala do držení Siegfrida K. Breunera a po jeho smrti roku 1655 prodali celé lomnické panství jeho potomci za 50 000 zlatých rýnských Markétě Kateřině hraběnce z Mansdorfu. Brzy jej ale koupil roku 1662 za 43 000 zlatých Gabriel hrabě Serenyi de Kis Sereny, pocházející z Uher. Po válkách o rakouské dědictví za vlády Marie Terezie bylo i zde zavedeno povinné číslování domů a užívání příjmení. Za Napoleonských válek Tišnovem a okolními vesnicemi prošlo francouzské vojsko Napoleona Bonaparta, podle všeho však ke krvavějšímu střetu nedošlo, pouze si výzvědný francouzský oddíl udělal na vězi zrušeného kostela sv. Klimenta u Lipůvky, sousedící s Nuzířovem, pozorovatelnu. Nedaleko u Slavkova došlo k "bitvě tří císařů", ale Napoleon se musel dát brzy zase na ústup. Díky sňatkům se Malhostovice i s pernštejnským panstvím během první poloviny 19. století dostaly do majetku mnoha rodů, jakými byli například Mitrovští, Stockhammerové či Esterházyové. V roce 1832 byl hřbitov přesunut od kostela za vesnici, na místo dnešního památníku obětem válek, neboť kvůli vysoké hladině podzemní vody hrozila její otrava a epidemie cholery, která se po okolí rozšířila. V Malhostovicích ale nikdy nepropukla. Starý kostel byl mezitím roku 1824 zbořen a nahrazen novým, jež se dochoval dodnes. Během první světové války narukovalo spoutu místních jak do rakouské armády, tak do československých legií. Za všechny legionáře můžeme uvést například Karla a Josefa Odehnalovi, Františka Rampulu nebo Jaroslava Pospíšila. Po komunistickém převratu roku 1948 se znárodňování a komunistická ideologie podepsala třeba na vyvlastnění pekárny v domě č. 12 nebo uzavření Bučkova mlýna roku 1951. Roku 1964 došlo k administrativnímu připojení Nuzířova k Malhostovicím. V 90. letech 20. století byly pak Malhostovice plně plynofikovány, byl zde vybudován vodovod a v Nuzířově i rekonstruována elektrická síť. Kabelová televize byla do obce zavedena v roce 1991.
Jihovýchodně od obce se nachází bývalé cvičiště Vojenské akademie v Brně, fungující od 70. do 90. let 20. století. Pozorovací věž byla přebudována na rozhlednu Zlobice.

## Obyvatelstvo
| Rok            | 1869 | 1880 | 1890 | 1900 | 1910 | 1921 | 1930 | 1950  | 1961  | 1970 | 1980 | 1991 | 2001 | 2011 | 2021 |
| -------------- | ---- | ---- | ---- | ---- | ---- | ---- | ---- | ----- | ----- | ---- | ---- | ---- | ---- | ---- | ---- |
| Počet obyvatel | 822  | 830  | 868  | 825  | 908  | 911  | 968  | 1 015 | 1 037 | 947  | 888  | 808  | 828  | 914  | 984  |
| Počet domů     | 105  | 120  | 121  | 129  | 145  | 160  | 199  | 241   | 245   | 240  | 234  | 254  | 269  | 290  | 324  |

Vývoj počtu obyvatel obce Malhostovice
| Rok            | 1869 | 1880 | 1890 | 1900 | 1910 | 1921 | 1930 | 1950 | 1961 | 1970 | 1980 | 1991 | 2001 | 2011 | 2021 |
| -------------- | ---- | ---- | ---- | ---- | ---- | ---- | ---- | ---- | ---- | ---- | ---- | ---- | ---- | ---- | ---- |
| Počet obyvatel | 654  | 666  | 711  | 670  | 744  | 743  | 781  | 833  | 849  | 768  | 717  | 659  | 681  | 763  | 823  |
| Počet domů     | 84   | 98   | 99   | 105  | 120  | 131  | 162  | 201  | 204  | 197  | 191  | 208  | 220  | 235  | 265  |

Vývoj počtu obyvatel části obce Malhostovice

## Pamětihodnosti
- Filiální kostel sv. Vavřince pocházející z 13. století, který byl do dnešní podoby přestavěn v první polovině 19. století.

## Galerie

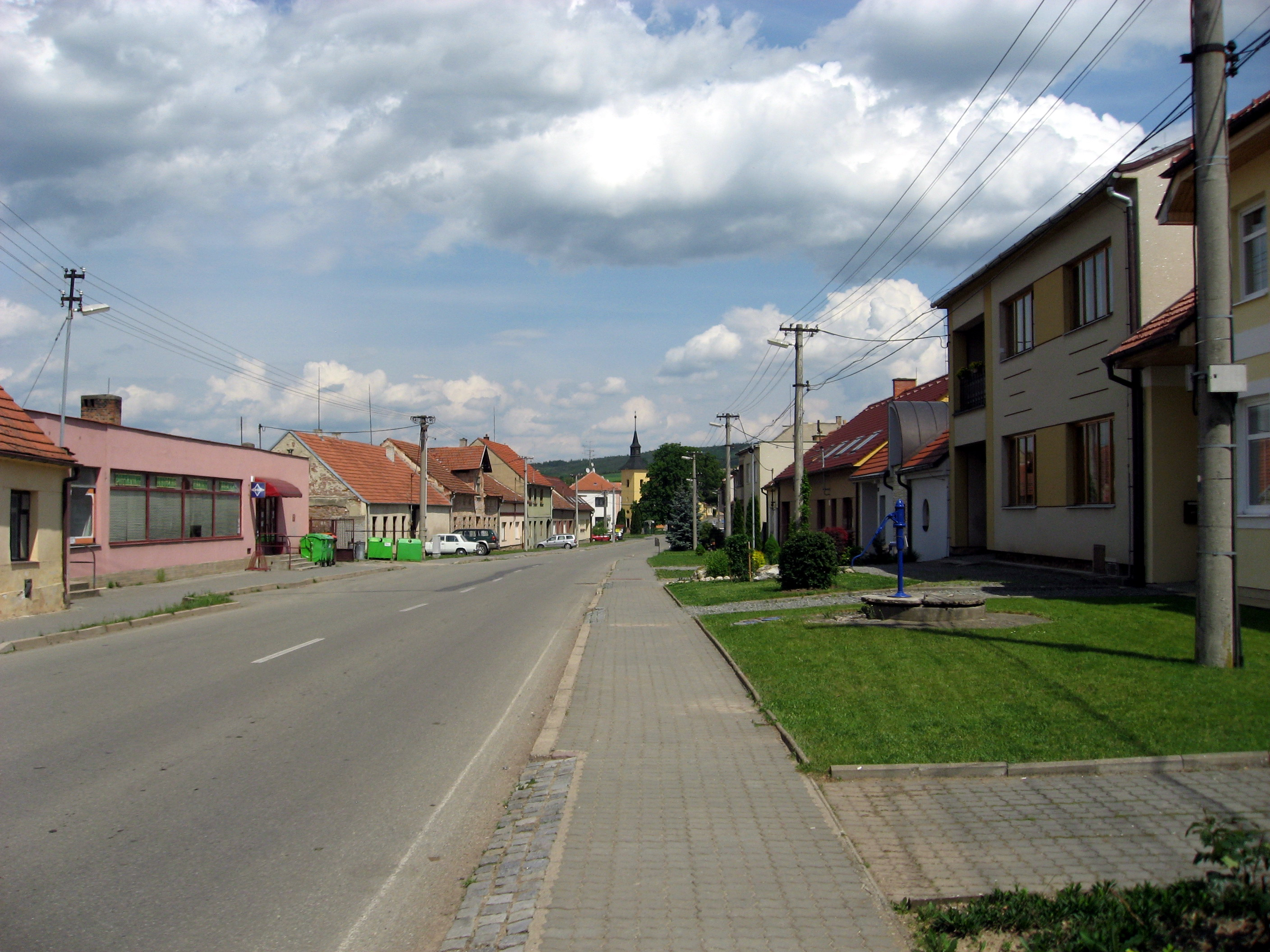
Střed obce
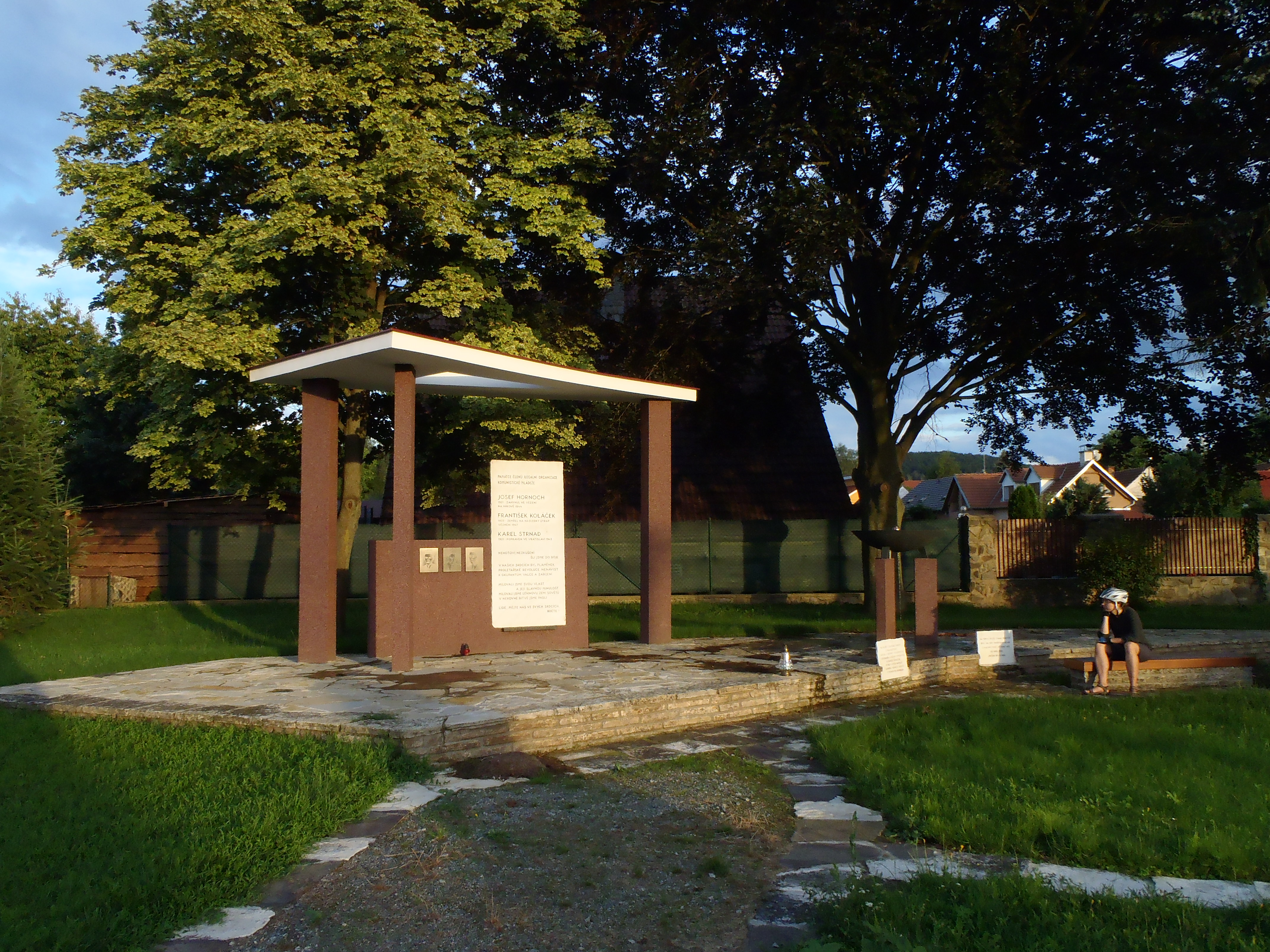
Pomník obětem válek
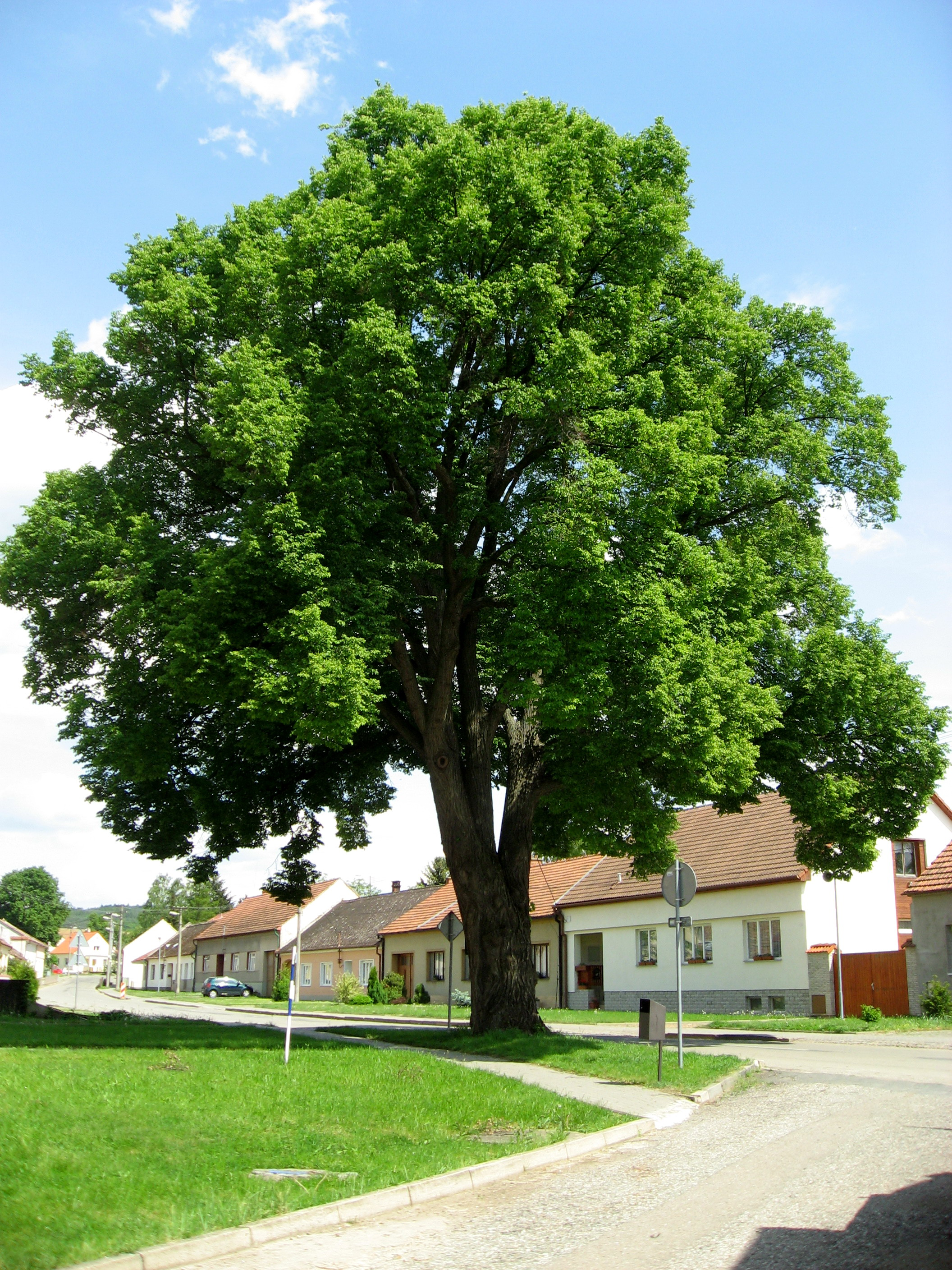
Lípa
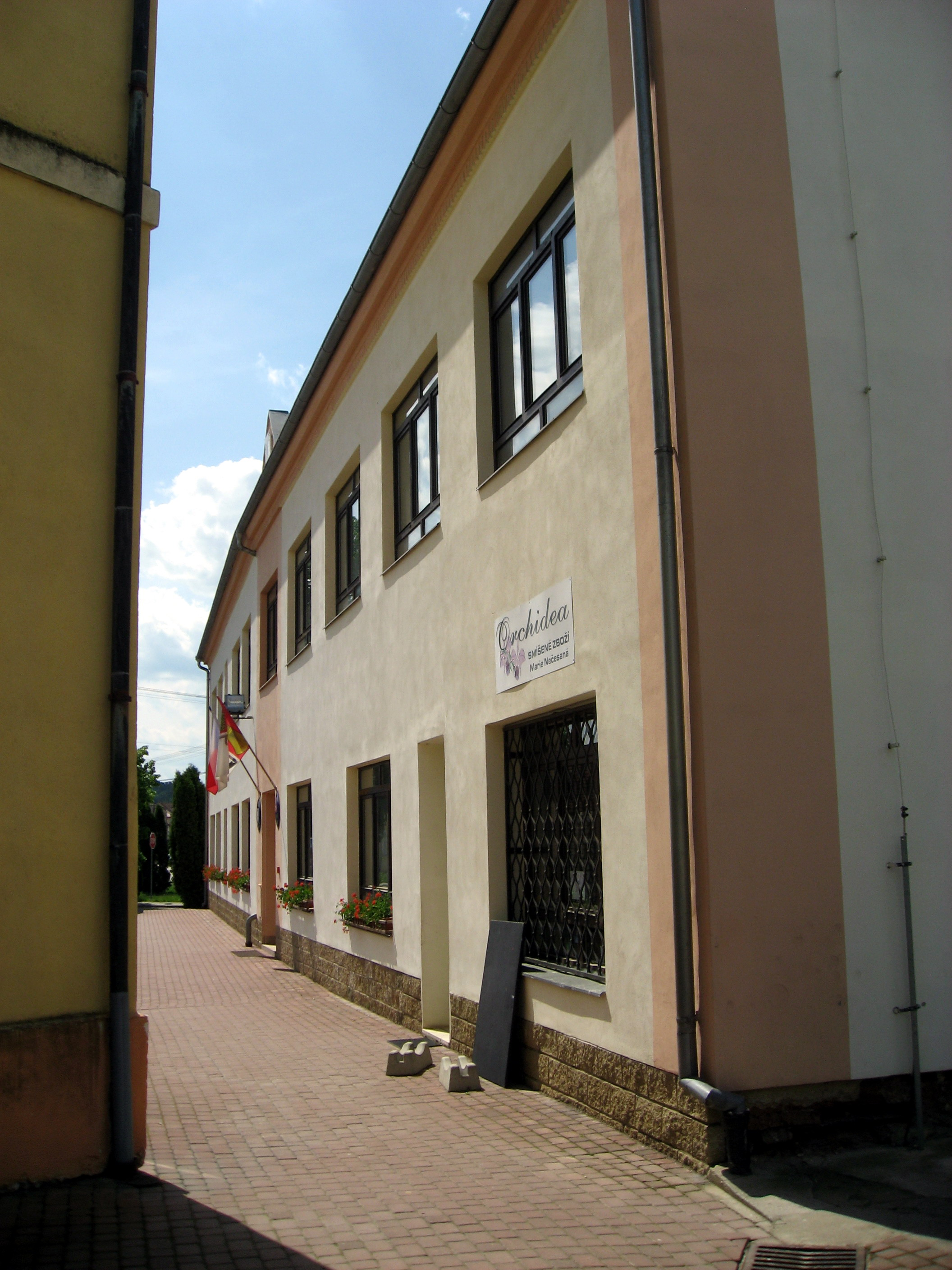
Obecní úřad
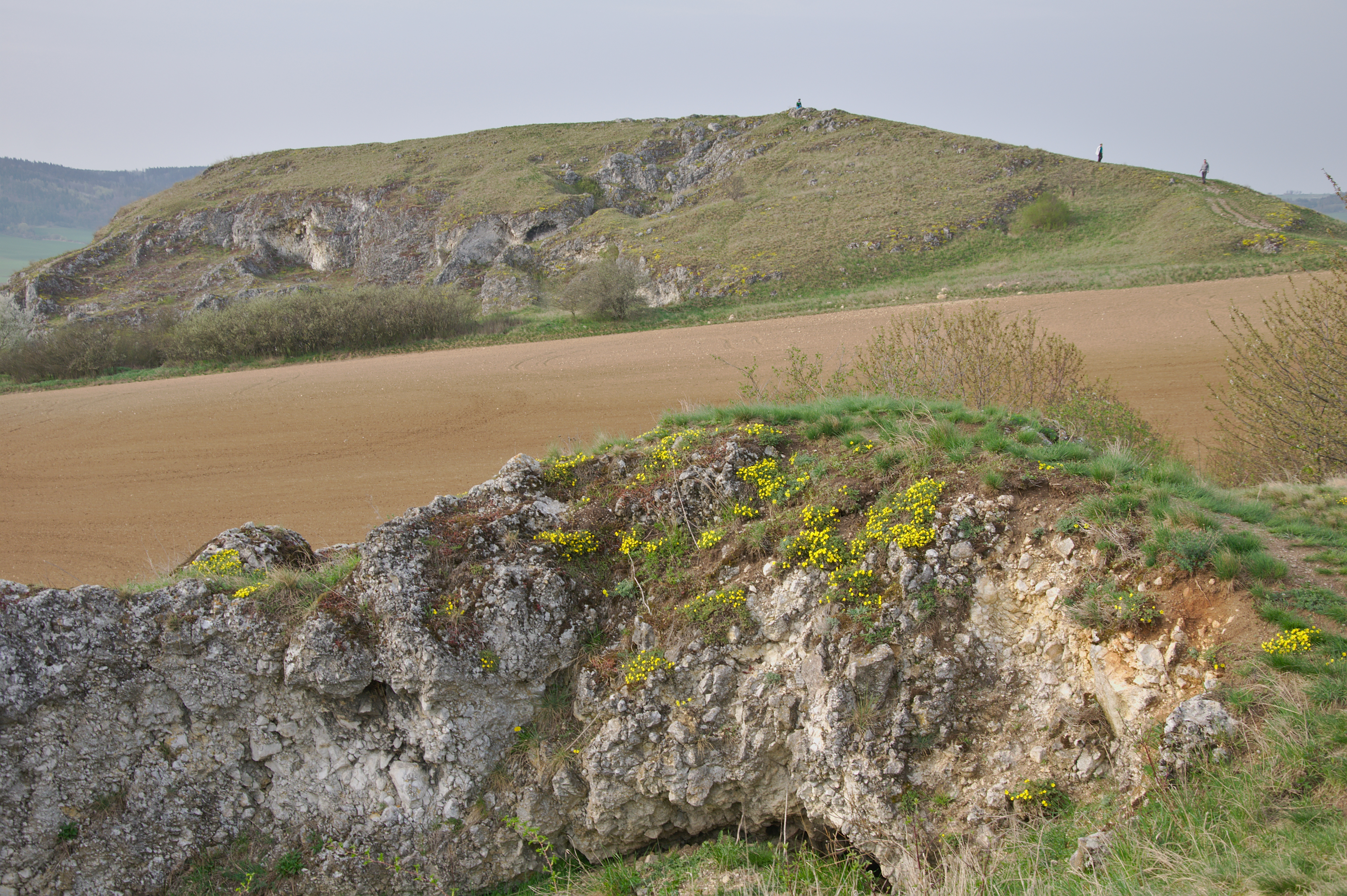
Přírodní památka Malhostovické kopečky
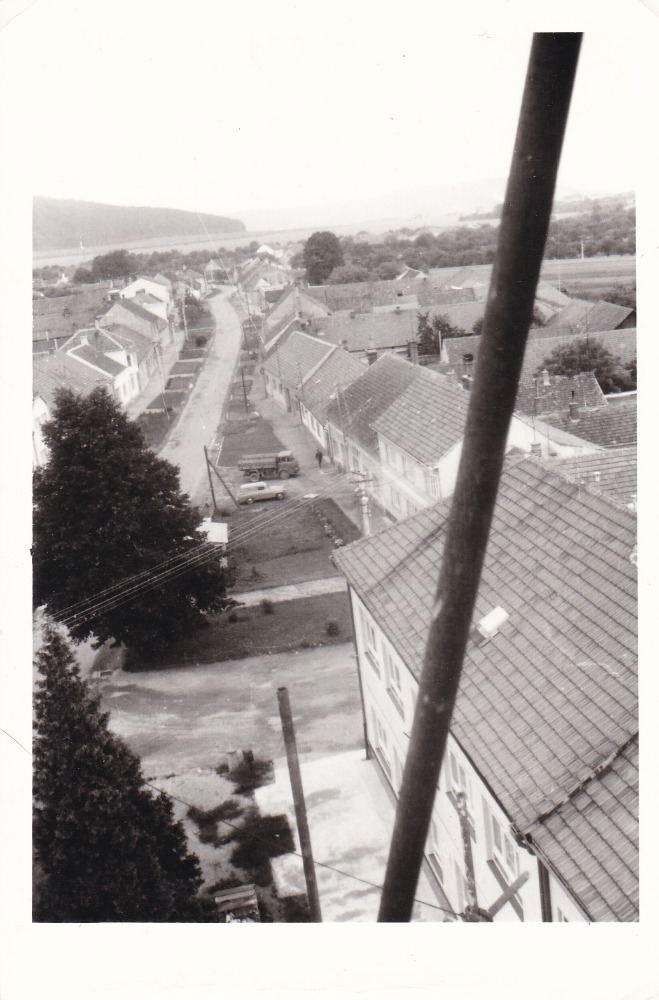
Pohled na náves z věže kostela sv. Vavřince (1980)

## Osobnosti
- Vladimír Podborský (1932–2022), archeolog
- Alena Schillerová (* 1964), politička, místopředsedkyně vlády (2017–2019), ministryně financí (2017–2021)
- František Trtílek (* 1946), duchovní, básník a fotograf